# Municipalità locale di Beaufort West
Beaufort West è una municipalità locale (in inglese Beaufort West Local Municipality) appartenente alla municipalità distrettuale di Central Karoo  della  provincia del Capo Occidentale in Sudafrica. 
In base al censimento del 2001 la sua popolazione è di 37.106 abitanti.
La sede amministrativa e legislativa è la città di Beaufort West e il suo territorio si estende su una superficie di 16.330 km² ed è suddiviso in 7 circoscrizioni elettorali (wards). Il suo codice di distretto è WC053.

## Geografia fisica

### Confini
La municipalità locale di Beaufort West confina a nord con quella di Ubuntu (Pixley ka Seme/Provincia del Capo Settentrionale), a est con i District Management Areas WCDMA01 e ECDMA10, a sud con quella di Prince Albert e a ovest con quelle di Karoo Hoogland (Namakwa/Provincia del Capo Settentrionale) e Laingsburg.

### Città e comuni
- Beaufort West
- Droërivier
- Hillcrest
- Kwa-Mandlenkosi
- Letjiesbos
- Merweville
- Nelspoort
- Renosterkop
- Restvale
- Rosedene
- Merweville
- Wiegnaarspoort

### Fiumi
- Amos
- Boesmansfontein
- Boesmanskop
- Driefontein se
- Elandsfontein se
- Grasvlei se Spruit
- Juriesfontein se
- Koekemoers
- Krom
- Muiskraal
- Platdoring
- Put
- Rietfontein
- Rietpoort
- Sand
- Sak
- Skilpadkop
- Slangfontein se
- Sout
- Teekloof
- Tuin
- Viskuil
- Veldmans
- Waaikraal
- Wilgerbos

### Dighe
- Doornfontein Dam
- Hill Crest Dam
- Juriesfontein se
- Merweville Dam
- Modderpoort Dam
- Pap Dam
- Springfonteindam
- Stolrivier Dam
- Walkers Dam